# Guldplatshagen
Guldplatshagen är ett naturreservat i Filipstads kommun i Värmlands län.
Området är naturskyddat sedan 1977 och är 2 hektar stort. Reservatet består av äng och ung björkskog. Reservatet bildades för att skydda och bevara guckusko. 